# Ephedra aphylla
Ephedra aphylla is een tweehuizige, klimmende, schijnbaar bladloze, naaktzadige struik, met stijve, soms kronkelige, gegroefde, grijsgroene stengels en rode, besachtige kegels, die voorkomt langs waterlopen en in rotsspleten van Libië tot Saoedi-Arabië en Jemen.

## Beschrijving
Ephedra aphylla is een struik tot maximaal 1,5 m hoog, of hoger als hij kan klimmen in een andere struik, met een rolronde, aan de basis matig vertakkende stam. De ruwe, korrelige en gewimperde, kronkelende takken zijn enigszins gegroefd. De bladeren staan tegenover elkaar of in kransen, zijn driehoekig, 2–4 × 0,4–0,8 mm, dicht gewimperd en voor minder dan de helft van hun lengte vergroeid. Deze koker is minder lang dan de doorsnede van de tak die wordt omspannen. De schutblaadjes onder de kegels zijn zacht, in eerste instantie groen maar later naar roodachtig verkleurend. De vrouwelijke kegels staan in dichte groepen in de oksels van de takken op gebogen steeltjes. De vrouwelijke kegels dragen 2–3 met elkaar vergroeide paren eivormige, gewimperde schubben met een spitse of stompe top, die elk minder dan een derde van de lengte van de kegel zijn. De buitenste schubben zijn gelijk van lengte en 0,8–3 × 1–2,5 mm. De binnenste schubben zijn 1,5–5,5 × 1–3 mm, bijna gelijk als of tot twee maal de lengte van de volgende schub. De vrucht is rood, vlezig en besachtig en staat op een rechte steel. De ovale, bruinachtig zwarte zaden staan alleen of met twee bijeen in de vrouwelijke kegels, zijn 5–6,5 × 2,5–4 mm en steken bijna 1 mm voorbij de binnenste schub. De micropylaire buis is recht en 0,4–0,6 mm lang. De mannelijke kegels staan in groepen bijeen in de oksels van de takken, hebben 11–15 paar vergroeide, omgekeerd eironde tot ovale, gaafrandige, min of meer gelijke schutbladen, elk 1–3 × 0,8–1,2 mm, met een afgeronde tot stompe top. De mannelijke kegels hebben 7–10 paar gaafrondige, omgekeerd lancetvormig tot ovale schubben van gelijke lengte, 1–3 × 0,5–1,5 mm, met een afgeronde tot stompe top en een stompe voet. De 3–4 helmdraden zijn met elkaar vergroeid tot een niet vertakkende zuil van 2–5,5 mm lang.

## Taxonomie
Deze soort zeedruif is voor het eerst wetenschappelijk beschreven door de Zweedse botanicus Peter Forsskål in 1775 en hij noemde deze Ephedra aphylla. In 1814 beschreef de Franse botanicus Alire Raffeneau Delile Ephedra altissima, maar die naam was niet meer beschikbaar omdat René Louiche Desfontaines deze al in 1799 had gebruikt voor een andere soort in het geslacht. De Russische botanicus Carl Anton von Meyer beschreef in 1846 een collectie die hij beschouwde als een nieuwe soort en Ephedra alte noemde, maar die later bleek te bestaan uit een vrouwelijke plant van Ephedra foliata en een mannelijke plant van Ephedra aphylla.

### Verwantschap
Vergelijking van homoloog DNA heeft inzicht gegeven in de verwantschap tussen de verschillende soorten van het geslacht Ephedra. Ephedra foeminea is het minst verwant aan alle andere soorten. Deze andere soorten vallen uiteen in drie ongeveer even verwante groepen: ten eerste Ephedra alata, ten tweede een groep die bestaat uit Ephedra fragilis, Ephedra major, Ephedra altissima Desf. en Ephedra aphylla, en ten derde alle resterende soorten.

### Naamgeving
De geslachtsnaam Ephedra, is de naam die door Plinius de Oudere werd gegeven aan een soort uit het geslacht paardestaart, maar die zelf de wetenschappelijke naam Equisetum heeft gekregen. Het Oudgriekse woord ephedros is de samenstelling van ἐπί (epi) "op" en ἕδρα (edra) "stoel", en betekent "zittend". De soortnaam is afgeleid van het Oudgriekse woord ἄφῠλλος (áphŭllos) wat "bladloos" betekent.

## Ecologie
Ephedra aphylla groeit op kalkhellingen, in kloven en rotsspleten, langs irrigatiekanalen en in het stroombed van wadi's. De soort groeit vaak in jeneverbes-opstanden samen met Pistacia, Opuntia, Daphne linearifolia, alsem and Thymelaea hirsuta. Bloemen en vruchten kunnen worden gevonden van maart tot en met juni. In Egypte wordt deze soort als een onkruid gezien. Anders dan alle andere soorten Ephedra, die windbestoven zijn, worden alleen E. aphylla en E. foeminea bestoven door insecten.

## Verspreiding
Ephedra aphylla komt voor in Libië, Egypte, Israël, Jordanië, Saudi-Arabië en Jemen. In Nederland is deze soort onderdeel van de collectie van de Hortus botanicus Leiden.